# آرلاگین
rlogin ابزاری در سیستم‌عامل‌های رایانه شبه یونیکس است که به کاربران اجازه می‌دهد از طریق شبکه به یک میزبان دیگر متصل شوند و با استفاده از پورت TCP شماره ۵۱۳ ارتباط برقرار کنند. این برنامه اولین بار در 4.2BSD عرضه گشت.
rlogin همچنین نام یک پروتکل لایه کاربرد است که توسط این برنامه استفاده می‌شود و بخشی از پشته پروتکل TCP/IP به حساب می‌آید. کاربرانی که از این برنامه برای اتصال به یک رایانه راه دور استفاده می‌کنند و خود را احراز هویت می‌کنند، می‌توانند همانند اینکه واقعاً و به‌طور فیزیکی پشت آن رایانه راه دور نشسته‌اند، از آن استفاده کنند. در رایانه راه دور، یک دیمن به نام rlogind وجود دارد که درخواست‌های ورودی را احراز هویت کرده و پذیرش می‌کند. rlogin همانند برنامه telnet است، با این تفاوت که امکان سفارشی‌سازی آن وجود ندارد و نمی‌تواند به سیستم‌های غیر یونیکسی از جمله مایکروسافت ویندوز متصل شود.